# Cetechovice
Cetechovice (en allemand : Cetechowitz ou Zetechowitz) est une commune du district de Kroměříž, dans la région de Zlín, en République tchèque. Sa population s'élevait à 203 habitants en 2025.

## Géographie
Cetechovice se trouve à 17 km au sud-ouest de Kroměříž, à 30 km à l'ouest-sud-ouest de Zlín, à 48 km à l'est de Brno et à 228 km à l'est-sud-est de Prague.
La commune est limitée par Honětice et Zdounky au nord, par Roštín à l'est, par Chvalnov-Lísky au sud et à l'ouest et par Litenčice au nord-ouest.

## Histoire
La première mention écrite du village date de 1131.

## Galerie

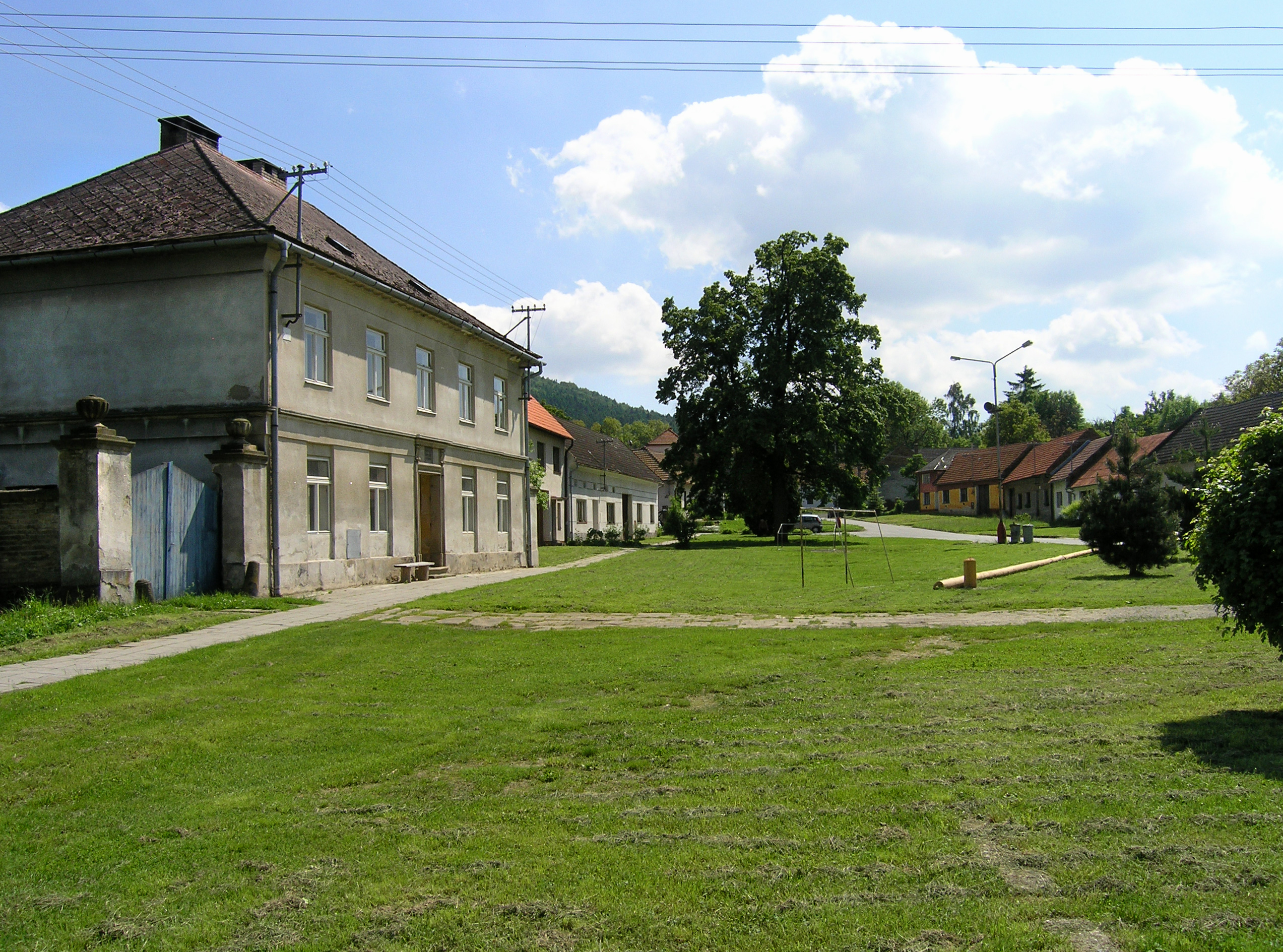
Cetechovice : centre du village.
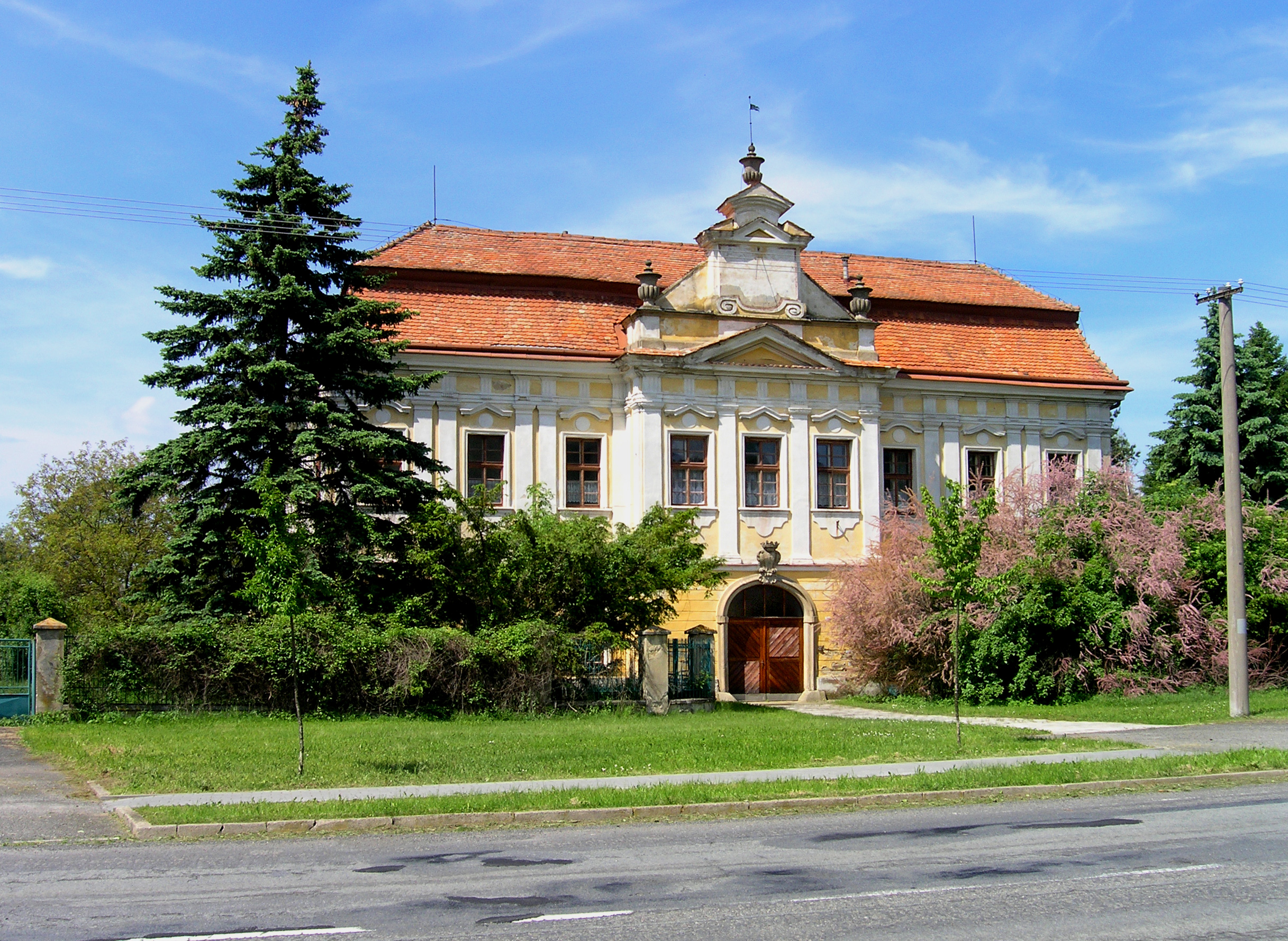
Cetechovice : le château.

## Transports
Par la route, Cetechovice se trouve à 20 km de Kroměříž, à 47 km de Zlín, à 54 km de Brno et à 260 km de Prague.

## Source
- (cs) Cet article est partiellement ou en totalité issu de l’article de Wikipédia en tchèque intitulé « Cetechovice » (voir la liste des auteurs).